# Сін Рюджін
Сін Рюджін (кор. 신류진, 申留眞, Shin Ryujin, нар. 17 квітня 2001, Сеул, Південна Корея), більш відома під мононімом Рюджін (кор. 류진) — співачка, реперка, танцюристка, акторка та учасниця південнокорейського гурту Itzy.

## Біографія
17 квітня 2001 року Рюджін народилася в Сеулі, Південна Корея. Її сім'я складається з неї, її матері, її тата та її старшого брата. 7 лютого 2020 року Рюджін разом із іншою учасницею Черьон та солісткою Чон Сомі закінчила школу мистецтв Hanlim Multi Arts.

## Кар'єра

### 2015-донині: початок кар'єри та дебют з Itzy
У жовтні 2017 року Рюджін стала учасницею шоу на виживання MixNine. Вона зайняла 1-ше місце у фіналі, однак була усунена, коли команда хлопців які перемогли над командою дівчат, таким чином Рюджін не змогла дебютувати.
20 січня 2019 року вона разом зі своїми колегами стала учасницею Itzy.

## Фільмографія

### Фільми
| Рік  | Назва    | Роль  | Нотатки | Прим. |
| ---- | -------- | ----- | ------- | ----- |
| 2017 | The King | Чімін | Камео   | [ 4 ] |

### Телешоу
| Рік  | Назва      | Мережа | Нотатки                      | Прим. |
| ---- | ---------- | ------ | ---------------------------- | ----- |
| 2017 | Mix Nine   | JTBC   | Учасниця                     | [ 3 ] |
| 2017 | Stray Kids | Mnet   | 1 епізод, камео у Team Girls | [ 5 ] |

## Відеографія

### Поява в музичних кліпах
| Рік  | Виконавець | Пісня                          | Нотатки             | Прим. |
| ---- | ---------- | ------------------------------ | ------------------- | ----- |
| 2017 | BTS        | «Love Yourself Highlight Reel» | з Чіміном та J-Hope | [ 6 ] |